# Navaguinskoye
Navaguinskoye (del ruso: Навагинское) es un seló del raión de Tuapsé del krai de Krasnodar, en el sur de Rusia. Está situado en la orilla izquierda del curso alto del Pshish, afluente del Kubán, 58 km al nordeste de Tuapsé y 80 km al sur de Krasnodar, la capital del krai. Con un población de 317 habitantes en 2010. Perteneciente al municipio Shaumiánskoye.

## Historia
El pueblo aparece en 1869 al anularse la stanitsa Navaguinskaya, con el acantonamiento en la localidad un regimiento de los cosacos de la Línea del Cáucaso. El 26 de abril de 1962 entró en el registro de localidades del krai.

## Transporte
Cuenta con una estación (Navaguinskaya) en la línea Tuapsé-Armavir. Por la localidad pasa la carretera R254 Tuapsé-Maikop.